# Argenteus

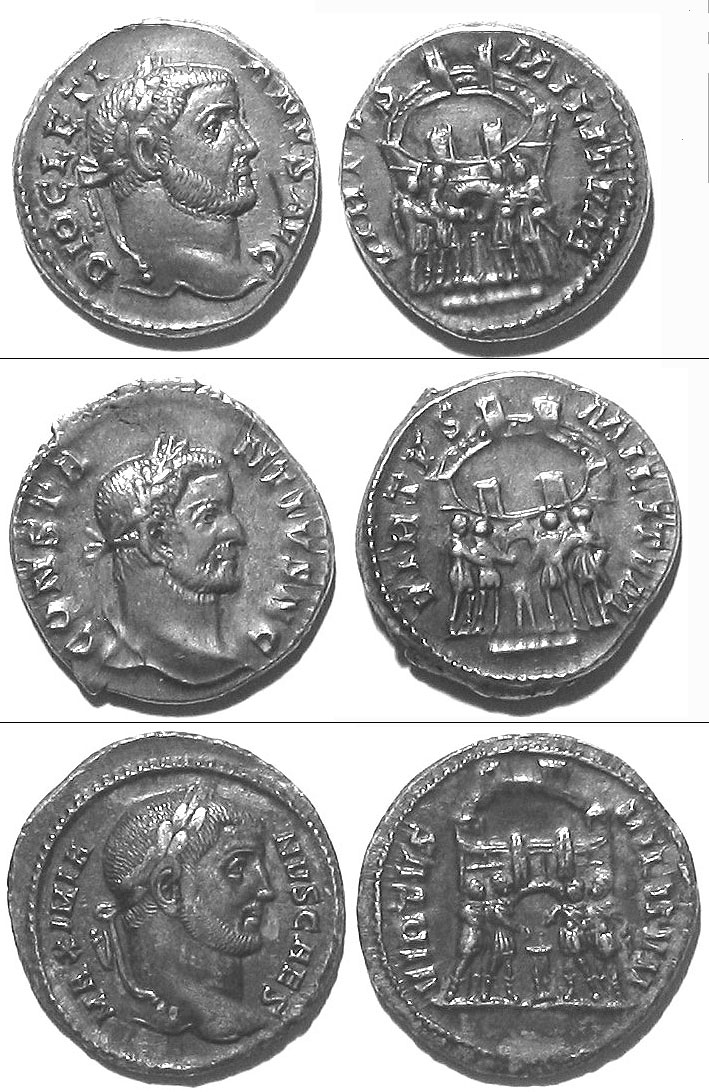
Drei Argentei, Münzstätte: Trier.
Vorderseiten, von oben nach unten:
Diokletian DIOKLETIANVS AVG
Constantius I. CONSTANTIVS CN
Galerius MAXIMIANVS CAES
(alle 293–305 n. Chr.)
Auf den Rückseiten: Die vier Tetrarchen Diokletian, Maximian, Constantius I. und Galerius opfern vor dem Tor eines Feldlagers, VIRTVS MILITVM

Der Argenteus (Plural: Argentei) ist eine römische Silbermünze (dt. etwa „Silberling“), die im Jahre 294 n. Chr. im Verlauf der Münzreform von Kaiser Diokletian (284–305) in Anlehnung an den Silber-Denar des 1. Jahrhunderts n. Chr. eingeführt wurde.
Es war gesetzlich vorgesehen, das Gewicht auf 1/96 Pfund (= 3,41 g) festzulegen. Jedoch wurden die meisten Argentei untergewichtig ausgeprägt. Anfänglich entsprachen 25 Argentei einem Aureus, ein Argenteus hatte den Gegenwert von 8 Folles.
Der Argenteus wurde um 320 n. Chr. unter Konstantin dem Großen durch die Siliqua ersetzt.